# Angela Bartens
Angela Bartens (geb. 14. Dezember 1970 in Turku, Finnland) ist eine Linguistin und Romanistin. Sie hat den Lehrstuhl für Spanisch an der Universität Turku inne.

## Leben und Werk
Angela Bartens beendete 1986 die 10. Klasse (Erweiterter Sekundarabschluss I) am Max Planck-Gymnasium in Göttingen und legte 1989 am Abendgymnasium des Ressu-Gymnasiums in Helsinki (finnisch Ressun iltalukio) ihr Abitur (Ylioppilastutkinto) ab. Im Anschluss studierte sie Romanische Philologie sowie Anglistische und Afrikanistische Sprachwissenschaft an der Universität Bayreuth (bis 1992) und danach (bis 1994) Romanische und Englische Philologie an der Georg-August-Universität Göttingen. 1995 wurde sie in Göttingen im Fach Romanische Philologie (Hauptfach) promoviert. Ihre Dissertation behandelt Die iberoromanisch-basierten Kreolsprachen (Peter Lang Verlag 1995). Im Jahr 1998 erhielt sie die venia docendi in Iberoromanischer Philologie und wurde als Privatdozentin (Dosentti) an der Universität Helsinki (Helsingin yliopisto) ernannt.
Sie unterrichtete an der Universität Leipzig, City University of New York, Universität Helsinki und Universidad Nacional de Colombia in San Andrés, bevor sie 2001 eine Stelle als Vertretungsprofessorin für Iberoromanische Sprachen an der Universität Helsinki antrat. Diese Stelle hatte sie bis 2006 inne und war danach in mehreren Forschungsprojekten angestellt.
2009 ging Bartens an die Universität Turku (Turun yliopisto), wo sie zuerst als Lehrbeauftragte arbeitete und 2010 eine Stelle als Vertretungsprofessorin für Spanisch antrat. 2012 nahm Bartens den Ruf als Professorin für Spanisch an der Universität an und ist seitdem als Lehrstuhlinhaberin in diesem Fach tätig. Ihre wissenschaftliche Expertise liegt besonders in der linguistischen Sprachkontaktforschung, besonders zu Kreolsprachen.

## Auszeichnungen
- Medalha da Ordem do Mérito[1]

## Schriften (Auswahl)
- Angela Bartens: Die iberoromanisch-basierten Kreolsprachen: Ansätze der linguistischen Beschreibung. Peter Lang Verlag, Frankfurt am Main 1995, ISBN 3-631-48682-0.
- Angela Bartens: Der kreolische Raum: Geschichte und Gegenwart. Suomalainen Tiedeakatemia, Helsinki 1996, ISBN 951-41-0790-X.